# I'll Stay Out Here and Talk to Harry
I'll Stay Out Here and Talk to Harry är ett musikalbum av Krister Jonsson Trio, utgivet 1999 av LJ Records. Titeln "Hushmeggah" är en ordlek med namnet på det svenska metalbandet Meshuggah.

## Låtlista
Alla låtar är skrivna av Krister Jonsson förutom: * av Jonsson/Danemo/Svensson.
1. "Away" – 4:53
2. "Rubber" – 9:02
3. "Cymbolic" – 6:23
4. "Elorrio" – 6:05

- "Nine short pieces, section one:

1. "I" * – 0:13
2. "II" * – 0:18
3. "III" * – 0:10
4. "Hushmeggah" – 4:40
5. "Summerhouse" – 6:10
6. "The Hare" – 5:07

- Nine short pieces, section two:

1. "V" * – 0:31
2. "VI" * – 0:17
3. "VII" * – 0:17
4. "Harry" – 6:41

- Nine short pieces, section three:

1. "VIII" * – 0:16
2. "IX" * – 0:27
3. "IV" * – 0:18
4. "Self" – 3:12

Total tid: 55:00

## Medverkande
- Krister Jonsson — gitarr
- Peter Danemo — trummor
- Mattias Svensson — bas